# إيمانويل سينيه
إيمانويل سينيه (بالفرنسية: Emmanuelle Seigner)‏ (مواليد 22 يونيو 1966) مُمثلة عارضة أزياء فرنسية، وزوجة المخرج الكبير رومان بولانسكي. من أشهر أفلامها فيلم البوابة التاسعة مع الممثل الكبير جوني ديب وفيلم قناع الغوص والفراشة (2007).
ظهرت سينيه في أفلام من إخراج بولانسكي مثل فيلم البوابة التاسعة مع الممثل الكبير جوني ديب وفيلم القمر المر وفيلم مضطرب وفيلم فينوس في الفراء.
عملت سينيه مع ديب مرة أخرى من خلال فيلم And They Lived Happily Ever After.
ظهرت سينيه في أفلام فرنسية عديدة مثل فيلم Detective و فيلم Le Sourire و فيلم Backstage و فيلم Place Vendôme و غيرها من الأفلام.

## البوابة التاسعة (1999)
يتحدث الفيلم عن دين كورسو ويقوم بتمثيل دوره جوني ديب من سكان مدينة نيويورك يعمل في مجال الكتب النادرة فقط بدافع الكسب المالي. يتلقى اتصالاً من جامع الكتب الثري بوريس البلقان، ويمثل دوره فرانك لانجيلا. يستعير كورسو نسخة من البوابة التاسعة. ويتضمن الكتاب تسعة نقوش تفسر الأساطير. فرانك لانجيلا يشتبه في أن الكتاب قد يكون مزوراً، ويسأل كورسو فيما إذا كان بإمكانه السفر إلى أوروبا للتأكد من وجود نسخة أخرى أصلية للكتاب من عدمها. وإذا كان الأمر كذلك، يجب عليه البحث عنها في أوروبا، مهما كان الثمن أو بأية وسيلة.

## قناع الغوص والفراشة (2007)
يستند الفيلم إلى مذكرات تحمل نفس الاسم كتبها الصحفي الفرنسي جان دومينيك بوبي.

## فينوس في الفراء (2013)
يحكي الفيلم عن مخرج مسرحي يبحث عن ممثلة مناسبة للعب دور البطولة بمسرحيته الجديدة.

## (And They Lived Happily Ever After (2004
يتحدث الفيلم عن حياة زوج وزوجته و تطورات علاقتهما ببعضهما البعض.

## روابط خارجية
- إيمانويل سينيه على موقع IMDb (الإنجليزية)
- إيمانويل سينيه على موقع الموسوعة البريطانية (الإنجليزية)
- إيمانويل سينيه على موقع مونزينجر (الألمانية)
- إيمانويل سينيه على موقع قاعدة بيانات الأفلام العربية
- إيمانويل سينيه على موقع ألو سيني (الفرنسية)
- إيمانويل سينيه على موقع ميوزك برينز (الإنجليزية)
- إيمانويل سينيه على موقع أول موفي (الإنجليزية)
- إيمانويل سينيه على موقع قاعدة بيانات الأفلام السويدية (السويدية)
- إيمانويل سينيه على موقع إن إن دي بي (الإنجليزية)
- إيمانويل سينيه على موقع ديسكوغز (الإنجليزية)